# Pilzkörper

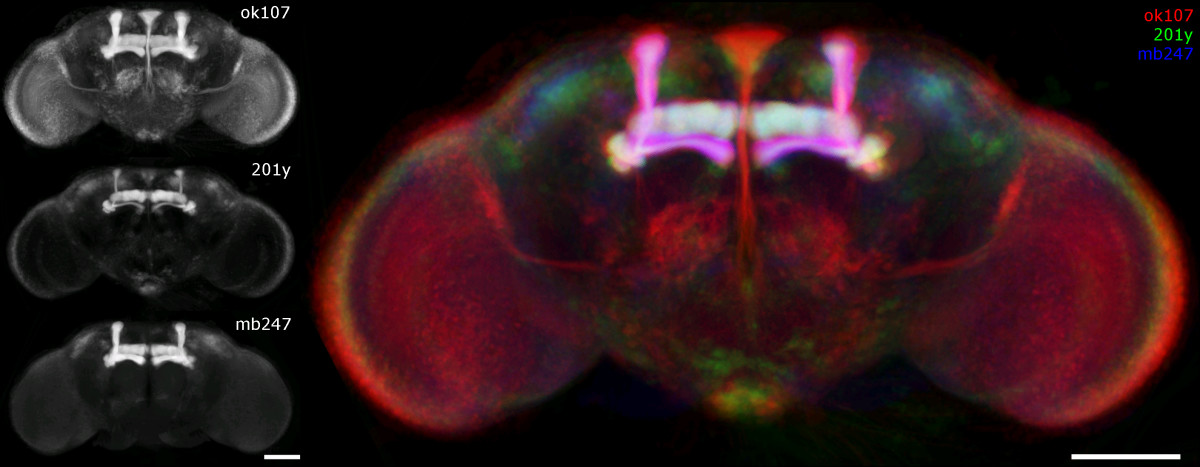

Der Pilzkörper (Corpora pedunculata, englisch Mushroom body) ist eine auffällige, paarig organisierte anatomische Struktur, die im Zentralhirn (Oberschlundganglion: Protocerebrum) der Arthropoden und einiger Anneliden vorkommt.
Er dient als olfaktorisches Zentrum (Riechzentrum 2. Ordnung), spielt aber auch eine wichtige Rolle bei höheren integrativen Leistungen wie Lernen und Gedächtnis und ist eines der Verschaltungszentren (Glomeruli) des Protocerebrums.

## Aufbau
Der Pilzkörper gliedert sich in eine Calyx (Kelch), einen Pedunculus (Stiel) und mehrere Loben. Die Calyx wird von Dendriten zahlreicher intrinsischer Neuronen innerviert, die traditionell als Kenyon- oder Globuli-Zellen bezeichnet werden (50.000 bei der Wanderheuschrecke, 2.000 bei der Taufliege Drosophila). Deren vergleichsweise winzige Zellkörper liegen stets in der Peripherie des Gehirns. Die zunächst parallel angeordneten Axone der Kenyon-Zellen ziehen gebündelt als Pedunculus ins Innere des Gehirns, wo sie sich terminal aufzweigen und so die einzelnen Loben bilden. Die Zahl der Loben unterscheidet sich artspezifisch – beispielsweise besitzen die Pilzkörper von Drosophila drei Paar Loben (alpha-, beta-, gamma-Lobus) und die der Hufeisengarnele Hutchinsoniella insgesamt 19 Loben (acht Paar und drei unpaare). Während die beiden Pilzkörper der meisten Insekten paarig getrennt vorliegen, sind die Pilzkörper der Hufeisengarnelen, Doppelschwänze, Tausendfüßer, Kieferklauenträger und Stummelfüßer sowie vieler Ringelwürmer (Anneliden) mittig miteinander verbunden.

## Entwicklung
Bei Drosophila wurde gezeigt, dass sich der Pilzkörper jeder Körperseite aus vier Neuroblasten entwickelt, die jeweils einen identischen Satz von Kenyon-Zellen hervorbringen. Die komplexen Pilzkörper von Hutchinsoniella entwickeln sich – ebenso wie das restliche olfaktorische System – extrem früh und sind bereits zum Zeitpunkt des Schlupfes voll funktionsfähig.

## Evolution
Aufgrund der detaillierten strukturellen Homologie der einzelnen Komponenten des Pilzkörpers und seiner übereinstimmenden olfaktorischen Funktion innerhalb der Arthropoden wird heute davon ausgegangen, dass bereits der marine Vorfahr aller Arthropoda im Kambrium ein Paar mittig verbundener Pilzkörper, d. h. ein gut ausgestattetes Geruchssystem besaß. Obwohl den meisten Krebsen Pilzkörper fehlen, lassen sich auch die einfacher gebauten olfaktorischen Zentren der Höheren Krebse und Remipedia von den Pilzkörpern dieses Ur-Arthropoden ableiten. Die nahe Verwandtschaft der Arthropoda und Annelida (Articulata-Hypothese) wurde früher unter anderem durch die Übereinstimmungen des Pilzkörpers der beiden Gruppen unterstützt, gilt aber heute angesichts einer Fülle molekularer Daten als unwahrscheinlich.